# Rubber Johnny
Rubber Johnny es el título de un cortometraje realizado por el video-artista inglés Chris Cunningham, en mayo de 2005. Había comenzado como proyecto de video musical para el tema "Afx237 v7" del álbum Drukqs de Aphex Twin, pero evolucionó a un cortometraje. No obstante conservó como banda sonora una remezcla de ese tema musical. El propio director hizo el papel de protagonista. Una de las principales intenciones de Cunningham en este vídeo era llevar la sincronización a su límite extremo, así como experimentar con la vertiginosidad de la imagen pero sin sacrificar el sentido. El filme, realizado enteramente con cámara infrarroja, ha sido comercializado en formato DVD por Warp Films, y viene acompañado por un folleto de 40 páginas de dibujos y fotografías, constituyendo la primera publicación del artista en este terreno.

## Sinopsis
Johnny es un niño deforme (aparentemente padece hidrocefalia) y mutante que vive encerrado en un sótano. Con la única ayuda de su imaginación febril y su perro chihuahua, encuentra la manera de divertirse en la oscuridad. En una parte del cortometraje se puede ver a Johnny haciendo una especie de baile en el que se mueve a una velocidad acelerada y lanzando láseres por las manos. Es un cortometraje extraño con una historia perturbadora. El video tiene una duración de seis minutos exactos.